# Хайрадинович, Харис
Харис Хайрадинович (босн. Haris Hajradinović; род. 18 февраля 1994, Прилеп, Македония) — боснийский футболист, полузащитник турецкого клуба «Касымпаша» и сборной Боснии и Герцеговины.

## Клубная карьера
Хайрадинович — воспитанник клуба «Железничар». 20 мая 2012 года в матче против «Козара» он дебютировал в чемпионате Боснии и Герцеговины. В том же году Харис стал обладателем Кубка Боснии и Герцеговины и чемпионом страны. Летом он перешёл в «Олимпик Сараево». 5 августа в поединке против «Рудара» из Приедора Хайрадинович дебютировал за новую команду.
В начале 2013 года Харис перешёл в хорватский «Интер Запрешич». 23 февраля в матче против клуба «Славен Белупо» он дебютировал в чемпионате Хорватии.
Летом Хайрадинович перешёл в словацкий «Тренчин». 4 августа в матче против «Сеницы» он дебютировал в чемпионате Словакии. 14 сентября в поединке против «Жилины» Харис забил свой первый гол. В начале 2015 года Хайрадинович перешёл в бельгийский «Гент». 17 января в матче против «Мускрон-Перювельз» он дебютировал в Жюпилер-лиге, заменив в конце матча Брехта Деягере. В 2015 году Харис помог «Генту» впервые в истории выиграть чемпионат и завоевать Суперкубок Бельгии.
В начале 2016 года для получения игровой практики он на правах аренды перешёл в норвежский «Хёугесунн». 13 марта в матче против «Сарпсборг 08» Хайрадинович дебютировал в Типпелиге. 11 мая в поединке против «Одда» Харис забил свой первый гол за «Хёугесунн». В начале 2017 года норвежский клуб выкупил трансфер Хайрадиновича у «Гента».

## Достижения
Командные
 «Железничар»
- Чемпион Боснии и Герцеговины: 2011/2012
- Обладатель Кубка Боснии и Герцеговины: 2011/2012

 «Гент»
- Чемпион Бельгии: 2014/2015
- Обладатель Суперкубка Бельгии: 2015